# Stentjärnen (Arvidsjaurs socken, Lappland, 731400-167289)
Stentjärnen är en sjö i Arvidsjaurs kommun i Lappland och ingår i Piteälvens huvudavrinningsområde.